# Tristán Álvarez de Toledo y Gutiérrez de la Concha
Tristán Álvarez de Toledo y Gutiérrez de la Concha, XVI duc de Bivona (Nàpols, 8 de febrer de 1869 - Alhama de Murcia, 23 de març de 1926) fou un aristòcrata i polític espanyol, diputat al Congrés dels Diputats, senador i governador civil de Barcelona durant el regnat d'Alfons XIII d'Espanya.
Era fill de José Álvarez de Toledo y Acuña, XV Duc de Bivona, i Jacinta Gutiérrez de la Concha y Fernández de Luco. A la mort del seu pare en 1898 va heretar el títol. Membre del Partit Liberal Fusionista, fou elegit diputat pel districte de Quiroga a les eleccions generals espanyoles de 1896, pel de Boltaña a les eleccions generals espanyoles de 1898 i pel de Jaca a les eleccions generals espanyoles de 1899, 1901, 1903 i 1905. De 1907 a 1910 fou senador per Granada i de 1910 a 11923 senador vitalici. Fou director general de correus en 1903 i governador civil de Barcelona entre desembre de 1906 i juny de 1906. Durant el seu mandat va contractar Joan Rull i Queraltó com a confident.
Es casà amb la pintora Clara Lengo y Gargollo, filla del també pintor Horacio Lengo y Martínez de Baños. Malalt del cor, els darrers anys de la seva vida es va retirar a la seva fincaEl Azaraque a Alhama de Murcia, on va morir sense descendència.